# Anne-Birgitte Rasmussen
Anne-Birgitte Rasmussen (født 21. april 1959 i København) er uddannet cand.scient. i matematik og fysik ved Københavns Universitet i 1984 samt Master of Public Governance (MPG) ved CBS i 2012. Efter endt kandidatuddannelse blev hun adjunkt på Borupgaard Amtsgymnasium (1985-1991) og siden lektor ved Helsinge Gymnasium (1991-2001). Hun er rektor for Københavns åbne Gymnasium (2001-d.d.) og var formand for Gymnasieskolernes Rektorforening 2013-2014. Foreningen skiftede navn til Danske Gymnasier i 2014, og Anne-Birgitte Rasmussen var formand for foreningen i perioden 2014-2017.